# José María Seoane
José María Seoane Buján (Vigo, 13 de septiembre de 1913 - Madrid, 7 de julio de 1989) fue un actor español.

## Biografía
Fue miembro de la Agrupación Martín Códax de Vigo, en la cual desarrolló un activo trabajo actoral y llegó a ejercer de director escénico.
Participó de la mano del director de escena Luis Escobar en el auto El hospital de los locos en la década de 1940. En los siguientes años se convierte en primera figura de los Teatros Español (del que llega a convertirse en primer actor en la década de 1940) y María Guerrero de Madrid, en los que tiene ocasión de interpretar grandes clásicos como Cyrano de Bergerac, La vida es sueño, Otelo y, en varias ocasiones encabeza el elenco de Don Juan Tenorio, de José Zorrilla junto a su esposa Rosita Yarza.
Debuta en la gran pantalla con la película Porque te vi llorar (1941) de Juan de Orduña, a la que seguirían más de 40 títulos hasta La guerrilla (1972), de Rafael Gil.
Fallecido a causa de una insuficiencia renal, tuvo dos hijos, Alfonso y José María.

## Teatro (selección)
- La cena del rey Baltasar (1939), de Pedro Calderón de la Barca.
- La vida es sueño (1940), de Pedro Calderón de la Barca.
- Llegada de noche (1940), de Hans Rothe.
- Abuelo y nieto (1941), de Jacinto Benavente.
- El sueño de una noche de verano (1943), de William Shakespeare.
- Romeo y Julieta (1943), de William Shakespeare.
- El castigo sin venganza (1943), de Lope de Vega.
- Don Juan Tenorio (1944), de José Zorrilla.
- Fuenteovejuna (1944), de Lope de Vega.
- Baile en capitanía (1944), de Agustín de Foxá.
- Otelo (1944), de William Shakespeare.
- La cárcel infinita (1945), de Joaquín Calvo Sotelo.
- La discreta enamorada (1945), de Lope de Vega.
- El monje blanco (1946), de Eduardo Marquina.
- Cena de Navidad (1951), de José López Rubio.
- La moza de cántaro (1952), de Lope de Vega.
- El caballero de Olmedo (1953), de Lope de Vega.
- Cyrano de Bergerac (1955), de Edmond Rostand.
- La Estrella de Sevilla (1958), de Pedro Calderón de la Barca.
- Juana de Arco en la hoguera (1959), de Arthur Honegger.
- Fuenteovejuna (1959), de Lope de Vega.
- El anzuelo de Fenisa (1961), de Lope de Vega.
- El Nuevo Mundo (1962), de Lope de Vega.

## Filmografía
- La duda   (1972)
- La guerrilla  (1973)
- Nada menos que todo un hombre   (1967)
- El enigma del ataúd  (1967)
- Los chicos del Preu (1966)
- La mujer perdida  (1966)
- El Zorro cabalga otra vez  (1966)
- La otra orilla  (1965)
- La vida nueva de Pedrito de Andía  (1965)
- El secreto de Bill North  (1965)
- El señor de La Salle  (1964)
- Una madeja de lan azul celeste  (1964)
- Alféreces provisionales  (1964)
- La chica del trébol (1964)
- Chantaje a un torero (1963)
- La reina del Chantecler  (1962)
- Historia de una noche (1962)
- El indulto  (1961)
- Ama Rosa  (1960)
- Farmacia de guardia (1958)
- El hincha  (1958)
- La bandera negra (1956)
- La cruz de mayo  (1955)
- El curioso impertinente (1953)
- A dos grados del ecuador  (1953)
- Último día (1952)
- Cerca del cielo (1951)
- La noche del sábado (1950)
- La tienda de antigüedades (1949)
- Noche de celos (1949)
- Una noche en blanco (1949)
- Aquellas palabras (1949)
- La fiesta sigue (1948)
- María de los Reyes (1948)
- Dos mujeres en la niebla (1948)
- Mariona Rebull  (1947)
- Don Quijote de la Mancha  (1947)
- Tuvo la culpa Adán  (1944)
- La vida empieza a medianoche  (1944)
- Y tú, ¿quién eres? (1944)
- Rosas de otoño (1943)
- El abanderado  (1943)
- Canelita en rama (1943)
- ¡¡Campeones!! (1943)
- ¡Qué contenta estoy!  (1942)
- La doncella de la duquesa (1941)
- Primer amor (1941)
- Sarasate  (1941)
- Porque te vi llorar  (1941)

## Premios
Medallas del Círculo de Escritores Cinematográficos
| Año  | Categoría             | Películas      | Resultado |
| ---- | --------------------- | -------------- | --------- |
| 1947 | Mejor actor principal | Mariona Rebull | Ganadora  |